# 范家驹
范家驹（1881年—1943年），名芝生，晚期曾自号蹶翁，广东潮阳县和平（今属汕头市潮阳区和平镇）人。
清光绪三十年（1904年）末科进士，书法家，曾任刑部郎中，后辞官返乡。
光绪三十三年（1907年）与乡人同是进士出身的郑邦任等人创办六都高等小学堂。宣统二年（1910年）跟随其父前往上海经商。后又回乡与人合作创办潮安县开明电力公司，但因亏本倒闭。
晚年乡居潜心著述，但手稿已遗失。